# Herb gminy Powidz
Herb gminy Powidz – symbol gminy Powidz, ustanowiony 26 maja 1995.

## Wygląd i symbolika
Herb przedstawia na tarczy w polu czerwonym złotą, otwartą koronę wysadzaną perłami i zwieńczoną kwiatonami.

## Historia
Najstarszy wizerunek powidzkiego herbu, podobnie jak herb Pakości z czasów Królestwa Polskiego, przedstawiał orła Kazimierza Wielkiego. Jak opisuje Słownik geograficzny Królestwa Polskiego: 

Herb miasta ma orła białego w czerwonem polu z koronowaną literą K. na piersi; u spodu tarczy wije się wstęga z rokiem 1364.

Obecnie używana wersja herbu pochodzi z XV wieku i nawiązuje do przywilejów Kazimierza Jagiellończyka z 1464.